# Doble Sucre Potosí GP Cemento Fancesa
De Doble Sucre Potosí GP Cemento Fancesa was een meerdaagse wielerwedstrijd in Bolivia. De koers bestondsinds 2000 en was sinds 2005 onderdeel van de UCI America Tour waar het een classificatie had van 2.2. In 2010 werd de laatste editie verreden.
Recordwinnaars zijn de Colombiaan Álvaro Sierra en de Boliviaan Óscar Soliz, met beide twee zeges.